# 伊諾克·姆韋普
伊諾克·姆韋普（英語：Enock Mwepu，1998年1月1日—），已退役贊比亞職業足球員，司職中場，曾效力英超俱樂部布莱顿及贊比亞國家足球隊。

## 俱樂部生涯

### 薩爾斯堡紅牛
2017年6月，姆韋普從卡富埃凱爾特人加盟奧超的薩爾斯堡紅牛，並隨即被外借至其在奧乙的衛星隊利菲林。
2019–20賽季中，姆韋普在薩爾斯堡的首發十一人中確立了自己的地位，並在客場對上利物浦的歐冠比賽中達成首次亮相，惜球隊以3–落敗。他在該球季的各項賽事中總共上陣36次，收獲5球7助攻，憑此表現，薩爾斯堡決定在2019年12月18日為其續約，合同在2024年夏季到期。

### 布萊頓
2021年7月6日，姆韋普與英超球隊布莱顿簽訂一份為期四年的合同，轉會費未公開。他在8月14日對上伯恩利的比賽中達成首次聯賽亮相，於下半場替補亞當·拉拉納出場，助「海鷗軍團」以2–1在客場全取三分。姆韋普在一星期後從板凳出發，在布萊頓的主場首次披甲上陣，球隊當天亦以2–0擊敗沃特福德，兩循環均雙殺對手。他在2018年10月27日的聯賽盃第四輪比賽攻進自加盟「海鷗軍團」以來的首球，助球隊扳回一城，以2–2逼和萊斯特城，但該場比賽他們最終在点球大战中以2–4不敵對手，姆韋普也在其中射失。三天後，他在對上利物浦的比賽中於25碼外轟入一球遠射，為其聯賽首球，助球隊在客場後來居來居上戰平對手，在「紅軍」手中取得一分。該球也在2022年5月9日被評為布萊頓2021–2022賽季的最佳男足進球。
姆韋普在2022年初因傷病問題而表現慢熱，上場時間十分有限。他在4月9日自「十字軍」復出，以先發的身份攻入一球外，還助攻萊昂德羅·特羅薩德，助球隊在客場以2–1力克兵工廠，結束七場不勝的頹局。隨後「海鷗軍團」雖在同月30日贈送三蛋予狼隊，但賽後主帥格雷厄姆·波特稱姆韋普的腹股溝輕微受傷，有可能無法參加該球季的餘下賽程。後者在約一個月後傷癒復出，並從板凳出發參戰對上西汉姆联的收官戰，最終布萊頓以3–1在主場旗開得勝，取得球會史上最高的英超排名——第九。
2022年10月10日，美維樸宣布患有遺傳性心臟病，醫生不建議他再上陣比賽，決定在24歲之齡結束球員生涯，以確安全。

## 國家隊生涯
2014年，姆韋普是贊比亞U17國家隊的一員，代表該國參加2015年非洲U-17國家盃。他的萬金油踢法在2017年非洲U-20國家盃表現得淋漓盡致，更射入兩球，助贊比亞U20奪冠，姆韋普本人也得以入圍賽事最佳替補。
成年國家隊方面，姆韋普在2017年9月2日非洲國家盃入圍賽對上阿爾及利亞的比賽中首次登場，並以替補的身份於88分鐘攻入錦上添花的一球，助球隊以3–1大勝。

## 個人生活
姆韋普的弟弟法蘭西斯科也是一位職業足球員，現效力於奧超的格拉茲風暴。

## 生涯數據

### 俱樂部
最後更新：2022年4月30日
| 俱樂部       | 球季     | 聯賽     | 聯賽 | 聯賽 | 盃賽 | 盃賽 | 聯賽盃 | 聯賽盃 | 洲際賽 | 洲際賽 | 總計 | 總計 |
| 俱樂部       | 球季     | 聯賽     | 上陣 | 進球 | 上陣 | 進球 | 上陣   | 進球   | 上陣   | 進球   | 上陣 | 進球 |
| ------------ | -------- | -------- | ---- | ---- | ---- | ---- | ------ | ------ | ------ | ------ | ---- | ---- |
| 薩爾斯堡紅牛 | 2017–18  | 奧超     | 8    | 1    | 2    | 0    | —      | —      | 0      | 0      | 10   | 1    |
| 薩爾斯堡紅牛 | 2018–19  | 奧超     | 19   | 1    | 3    | 1    | —      | —      | 6      | 0      | 28   | 2    |
| 薩爾斯堡紅牛 | 2019–20  | 奧超     | 25   | 4    | 4    | 1    | —      | —      | 7      | 0      | 36   | 5    |
| 薩爾斯堡紅牛 | 2020–21  | 奧超     | 29   | 5    | 6    | 5    | —      | —      | 10     | 0      | 45   | 10   |
| 薩爾斯堡紅牛 | 總計     | 總計     | 81   | 11   | 15   | 7    | 0      | 0      | 23     | 0      | 119  | 18   |
| 布莱顿       | 2021–22  | 英超     | 18   | 2    | 1    | 0    | 2      | 1      | —      | —      | 21   | 3    |
| 生涯總計     | 生涯總計 | 生涯總計 | 99   | 13   | 16   | 7    | 2      | 1      | 23     | 0      | 140  | 21   |

1. ↑  1場歐冠，5場歐霸
2. ↑  5場歐冠，2場歐霸
3. ↑  8場歐冠，2場歐霸

### 國家隊
最後更新：2022年5月21日
| 尚比亞 | 尚比亞 | 尚比亞 | 尚比亞 |
| 年份   | 上陣   | 進球   |        |
| ------ | ------ | ------ | ------ |
| 2017   | 4      | 1      |        |
| 2018   | 7      | 0      |        |
| 2019   | 4      | 1      |        |
| 2020   | 2      | 1      |        |
| 2021   | 3      | 1      |        |
| 2022   | 2      | 1      |        |
| 總計   | 22     | 5      |        |

#### 國家隊入球
| 場數 | 日期           | 場館                                   | 對手       | 比數 | 結果 | 性質                       |
| ---- | -------------- | -------------------------------------- | ---------- | ---- | ---- | -------------------------- |
| 1    | 2017年9月2日   | 尚比亞路沙卡國家英雄體育場             | 阿尔及利亚 | 3–1  | 3–1  | 2018年國際足協世界盃外圍賽 |
| 2    | 2019年6月16日  | 摩洛哥馬拉喀什马拉喀什体育场           | 摩洛哥     | 3–2  | 3–2  | 友賽                       |
| 3    | 2020年11月12日 | 尚比亞路沙卡國家英雄體育場             |            | 1–1  | 2–1  | 2021年非洲國家盃入圍賽     |
| 4    | 2021年9月3日   | 毛里塔尼亚諾克少奧林匹克體育場         | 毛里塔尼亚 | 1–0  | 2–1  | 2022年國際足協世界盃外圍賽 |
| 5    | 2022年3月5日   | 土耳其安塔利亞商隊旅館體育中心第一球場 | 刚果共和国 | 1–0  | 3–1  | 友賽                       |

## 榮譽
薩爾斯堡紅牛
- 奧超：2017–18、2018–19、2019–20、2020–21
- 奧地利盃：2018–19、2019–20、2020–21

贊比亞U20
- 非洲U-20國家盃：2017
- 南非洲足球協會議會U-20盃（英语：COSAFA U-20 Cup）：2016[27]

個人
- 布莱顿賽季最佳進球：2021–22[11]

## 外部連結
- Soccerway資料庫：伊諾克·姆韋普
- worldfootball.net：伊諾克·姆韋普之統計數據 （英文）
- 伊諾克·姆韋普在 National-Football-Teams.com 上的出场纪录